# Ruleta

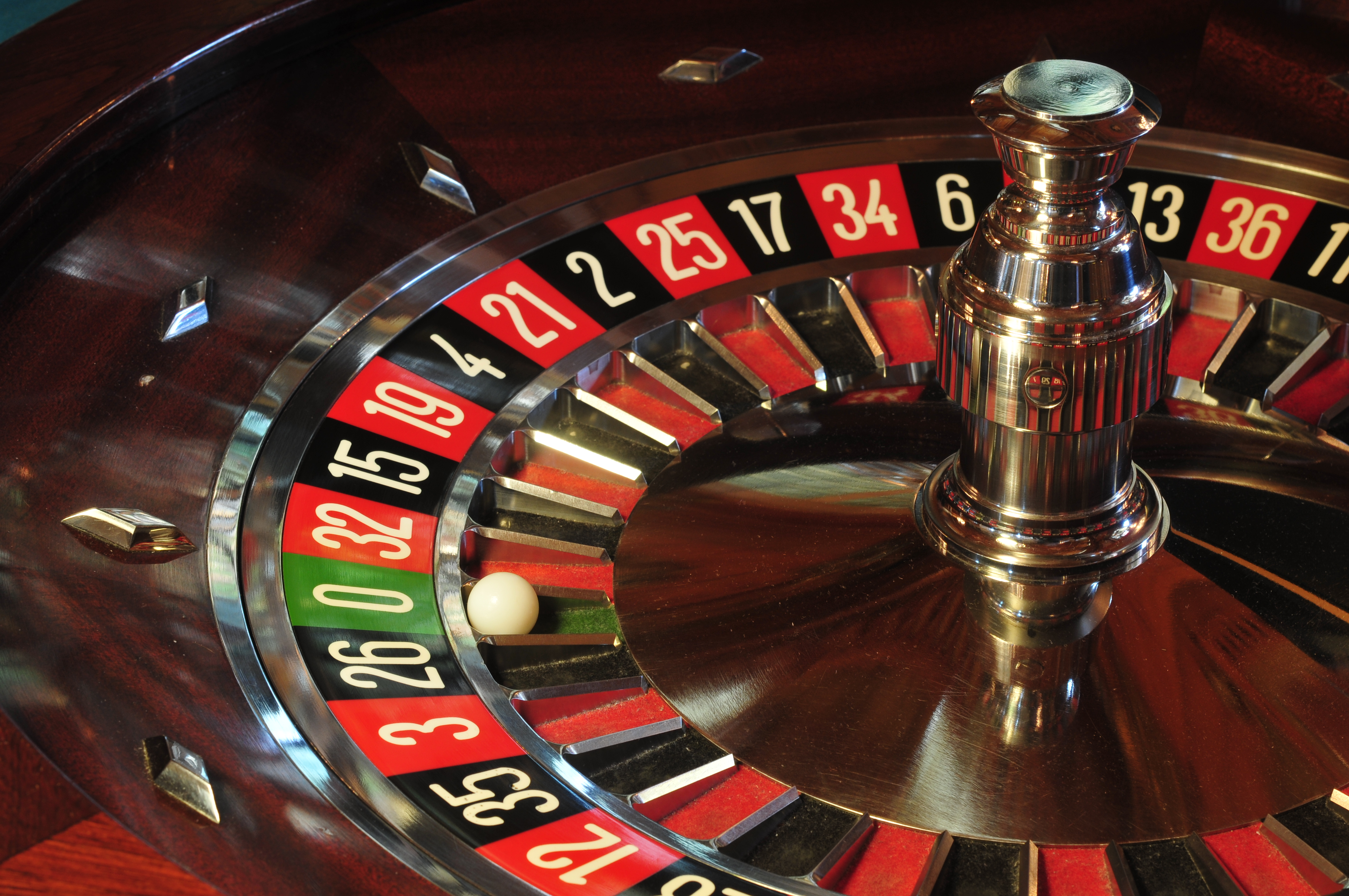

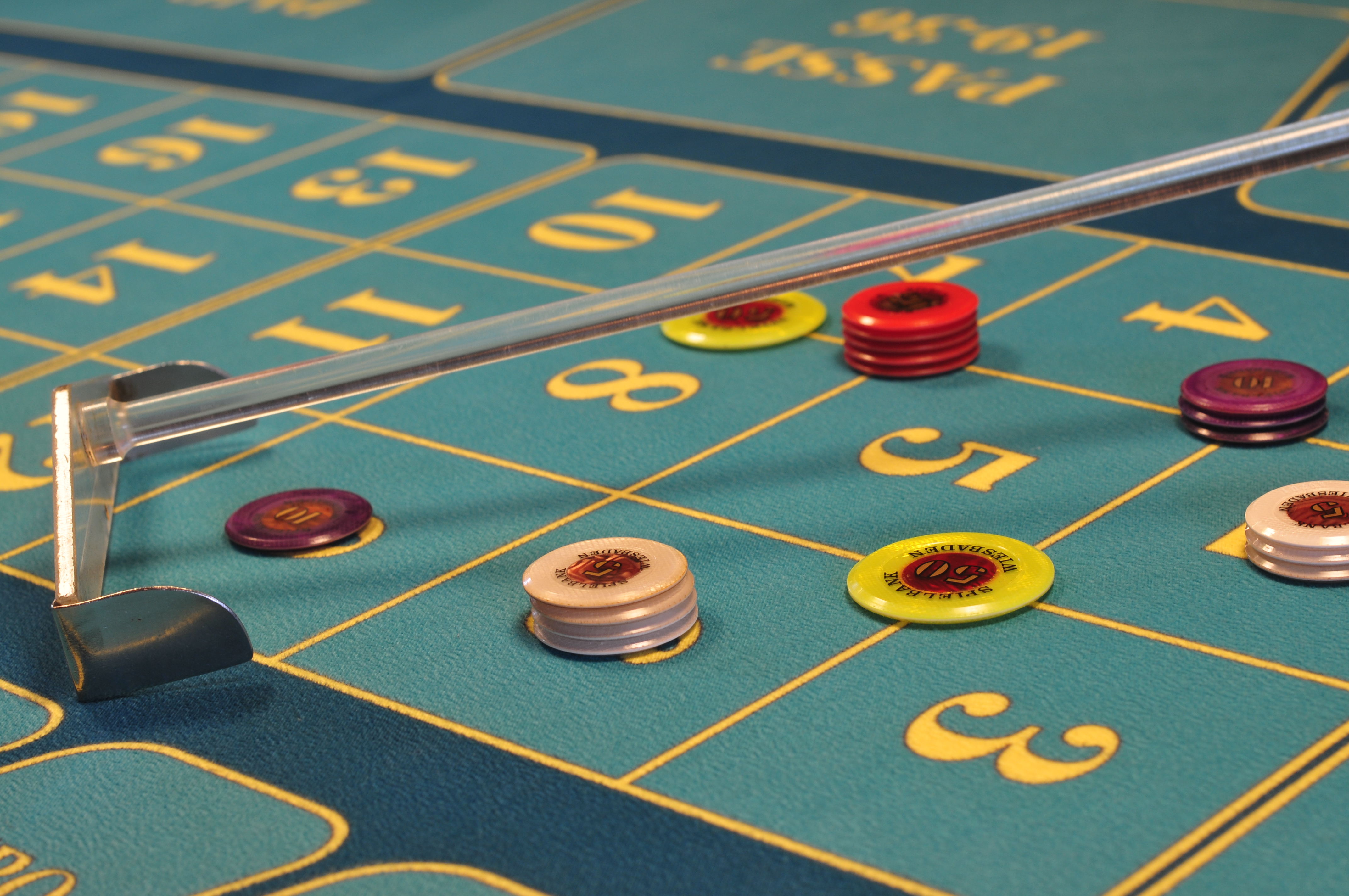

Ruleta je hazardní hra, jejíž název je odvozen z francouzského slova roulette, které znamená malé kolo. Základ rulety tvoří otáčivé zařízení, které se skládá ze dvou soustředných kol. Větší z nich je nehybné, menší se otáčí a je rozděleno na 37 (u francouzské rulety) nebo na 38 obarvených a očíslovaných dílů (u americké rulety). Během hry posílá krupiér kuličku po vnějším kole proti směru rotace menšího kola. Po chvilce kulička zpomalí a přejde do menšího kola, kde se usadí v jedné z třiceti sedmi částí.

## Pravidla rulety
Základ rulety tvoří ruletové kolo, které může mít 37 nebo 38 barevných políček s čísly.
Pokud má ruleta 37 čísel, jde o Evropskou (francouzskou) ruletu. Obsahuje čísla od 1 do 36, které jsou červené nebo černé a jedno zelené políčko, na kterém je nula. Pokud ruletové kolo obsahuje dvě nuly, jedná se o Americkou ruletu. Počet čísel od 1 do 36 se neliší, rovněž ani červená a černá barva, liší se počtem zelených políček. Jedno zelené políčko obsahuje 0 a druhé 00.
Hráči sází na číslo nebo barvu, na které si myslí, že kulička padne. Sázky se podávají předtím, než krupiér roztočí kolo a vhodí do něj kuličku. Často se ale mohou podávat i v průběhu až do chvíle, než krupiér oznámí ukončení sázek. Po padnutí kuličky na vítěze číslo / barvu se vyplatí úspěšné sázky a neúspěšné krupiér posbírá.

## Rozdělení hracího kola
U francouzské rulety je hrací kolo rozděleno na 37 dílů, 36 z nich je očíslováno od 1 do 36, ale tato čísla nejdou přesně za sebou. Polovina čísel má červenou a druhá polovina černou barvu. Jedinou výjimku tvoří číslo nula, to má zelenou barvu (u francouzské rulety). U americké rulety je navíc ještě přidán osmatřicátý díl, kterým je zelená dvojitá nula.

## Historie
Existuje názor, že se hra podobná ruletě hrála již ve staré Číně a byla do Evropy přivezena obchodníky z dalekého východu.
Další, o něco podloženější názor, říká, že s myšlenkou rulety přišel už v 17. století matematik a fyzik Blaise Pascal. Byl v té době fascinován a uhranut myšlenkou sestrojení tzv. perpetua mobile. Původně mělo číselné kolo rulety sloužit jako generátor náhodných čísel a rozhodně nešlo o vytvoření nové hazardní hry. Z dalších pramenů víme, že ruleta byla poprvé hrána v roce 1796 v Paříži. A kolem roku 1850 se již ruleta hrála i ve většině Evropy. V roce 1843 přidali Francouzi François a Louis Blanc sedmatřicátý díl „0“, který vychýlil pravděpodobnost výhry ve prospěch provozovatele rulety, ve Spojených státech amerických to šlo ještě dále a na začátku 19. století byl přidán ještě osmatřicátý díl, který byl označen symbolem „00“. Tento díl přináší kasinům ještě vyšší zisk. Tím se ruleta rozdělila na dvě verze – „americkou“ a „evropskou“.
Koncem minulého století se ruleta začala přesouvat i do menších heren jako elektronický stroj bez potřeby obsluhy a tím se ještě více přiblížila hráčům. V dnešní době se nabízí hraní rulety také prostřednictvím online kasin buď jako čistě elektronická ruleta ve všech možných variantách, ale také jako živá hra online přenášená pomocí kamery.

## Možnosti sázek a výplatní poměry

### Vnější sázky

#### Rovné sázky
Jednoduchými nebo někdy také rovnými sázkami se označují sázky s výplatním poměrem 1:1
Červená nebo černá neboli barva (red or black)V případě výhry se vyplácí jednonásobek vsazené částky.
Sudá nebo lichá (even or odd)V případě výhry je vyplacen dvojnásobek vsazené částky.
Malé (1–18) nebo velké (19–36), (low or high)Výhra je opět dvojnásobek vsazené částky.

#### Sázky na 12 čísel
Sloupec (column)Sázka na horní řadu (čísla dělitelná třemi), prostřední řadu (čísla dělitelná třemi se zbytkem 2) nebo na dolní řadu (čísla dělitelná třemi se zbytkem 1).
Tucet (dozen)Sázka první třetinu (čísla 1-12), druhou třetinu (čísla 13–24) nebo třetí třetinu (čísla 25–36).

### Sázky na jedno číslo
Sázka na kterékoliv číslo včetně nuly. V případě výhry je vyplacen 35násobek vsazené částky.

### Kombinované sázky

#### Sázky na dvě čísla (split)
Žeton se umisťuje přesně mezi tato dvě čísla. Výhra ve výši 17násobku vsazené částky.

#### Sázky na tři čísla
Tato tři čísla musejí být v jednom sloupci (např. čísla 4–5–6, lze sázet i trojice, které obsahují nulu a to: 0–1–2 a 0–2–3). Výhra ve výši 11 násobku vsazené částky.

#### Sázky na čtyři čísla (čtverec nebo roh)
Kterýkoliv čtverec, např. čísla 4–5–7–8. Žeton se klade přesně mezi tato čtyři čísla. Lze vsadit i čtveřici, která obsahuje nulu (tzv. první čtveřici), tedy: 0–1–2–3. Výhra ve výši osminásobku vsazeného.

#### Sázka na šest čísel
Šestice jako například 4–5–6–7–8–9. V případě výhry je vyplacen pětinásobek vsazeného.

### Speciální pravidla
V některých kasinech se používají další speciální pravidla.
La Partage
Toto pravidlo se vztahuje na tzv. rovné sázky (červená/černá, sudá/lichá, 1–18/19–36), které mají stejnou pravděpodobnost výhry i prohry. Nejčastěji se používá u francouzské rulety. Pokud při použití tohoto pravidla kulička padne na nulu, pak se všem hráčům, kteří sázeli rovnou sázku, vrátí polovina sázky. Výhernost rulety je pak vyšší (98,65 % místo standardních 97,3 %).
En prison (zmrazení sázek)
Jde o komplikovanější obdobu pravidla La Partage. Sázky se však v případě padnutí nuly nevrací, ale zůstávají „uvězněny/zmrazeny“ do dalšího kola. Pokud v dalším kole blokovaná sázka vyhraje, vrátí se hráči celý vklad, pokud ne, vklad ztratí. Výhernost rulety je pak vyšší (98,65 % místo standardních 97,3 %).
Surrender
Na rozdíl od evropských rulet používají americké pravidlo Surrender, které je obdobou La Partage, kde však platí pro obě nuly. Hráči se v takovém případě vrátí polovina každé rovné sázky.

## Online ruleta
S příchodem kasin na internet vznikla možnost hrát ruletu online. Herní společnosti využily rozšíření internetu a nabízejí svůj software pro hraní online rulety hráčům po celém světě.
Počet hráčů online rulety online překonal počet hráčů v kamenných kasinech, přestože z dlouhodobého hlediska není hraní online rulety pro hráče z hlediska house edge výhodnější. Online casina musí pravidelně absolvovat audit na kontrolu softwaru, jinak jim k provozu není udělena licence, respektive jim bude licence odebrána.

## Systémy sázení
V ruletě lze sázet pomocí různých postupů, které si hypoteticky kladou za cíl zvýšit pravděpodobnost výhry či změnit charakteristiku výher. Mezi nejznámější systémy patří Martingale, D’Alembert, Fibonacci, Labouchere, Dominance. Volbou sázek sice lze zajistit využívání pro hráče výhodnějších sázkových poměrů, jistotu výhry však žádný systém zaručit nemůže.

### Ztrátovost systémů
V dlouhodobém hraní, přesněji pokud se počet her limitně blíží nekonečnu, je ruleta pro hráče vždy ztrátová. Na klasické ruletě s jednou nulou hráč ztrácí průměrně 1/37 vkladu každou hru. Takže pokud pokaždé vsadíme 1000 Kč, v dlouhodobém průměru prohrajeme přibližně 27 Kč každou hru. Tím, že ztráta závisí pouze na výši sázky, je zcela jedno, jaký ruletní systém používáme, důležité je pouze kolik v daném systému průměrně vsadíme. Takže při stejné průměrné sázce jsou všechny systémy stejně ztrátové, a to přesně 1/37 průměrného vkladu.
Na dokonalé ruletě (a té se snaží ty v kasinech maximálně podobat) padá každé číslo s pravděpodobností 1/37 bez ohledu na to, jaká čísla padla v předchozích hrách. Je omylem (označovaným jako omyl hazardního hráče) domnívat se, že pokud například padla 8× po sobě červená, že je po deváté nějak pravděpodobnější černá, nové zatočení totiž nijak nezávisí na předchozím. Pokud by tomu tak bylo, kasina by zkrachovala, a proto pečlivě dohlížejí, zda každé číslo padá s pravděpodobností dostatečně blízkou 1/37.
- Při sázce na jedno číslo vyhráváme 36× vklad, ale každé jednotlivé číslo padne v nekonečně hrách pouze jedenkrát z 37 her. Konkrétně vsadíme-li 37× na jedno číslo 10 Kč, jednou spadne a my vyhrajeme 360 Kč. Sázky nás stály 370 Kč, takže 1/37 sázek si bere kasino. Samozřejmě toto platí pouze při nekonečném (velikém) počtu her.
- Při sázce na dvě čísla vyhráváme 18× vklad. Z 37 her nám padnou statisticky 2×, vyhrajeme tedy opět 2×18=36× vklad za 37 her.
- Při sázce na čtyři čísla vyhráváme 9× vklad. Z 37 her nám padnou statisticky 4×, vyhrajeme tedy opět 4×9=36× vklad za 37 her.
- Při sázce na tucet čísel vyhráváme 3× vklad. Z 37 her nám padnou statisticky 12×, vyhrajeme tedy opět 12×3=36× vklad za 37 her.
- Při sázce na barvu vyhráváme 2× vklad. Z 37 her nám padnou statisticky 18×, vyhrajeme tedy opět 18×2=36× vklad za 37 her atd.

Výše dlouhodobé průměrné výhody herny nad hráčem se označuje jako house edge. Udává se obvykle v procentech, přičemž vyjadřuje, jakou část sázek hráče pro sebe získává herna. Pokud by například house edge byla 5 %, tak by v dlouhodobém průměru z každé vsazené koruny získala herna 5 haléřů, zatímco hráči by se vrátilo 95 haléřů.
Jak už bylo uvedeno, je u klasické verze rulety s jednou nulou house edge 2,7 %; tím, že u americké verze oproti francouzské existuje navíc dvojitá nula, je výhodnější pro kasino a house edge je v tomto případě 5,26 %. Francouzská ruleta používá speciální pravidlo nazvané La Partage, podle kterého se při sázkách sudá/lichá, malá/velká a červená/černá při padnutí nuly vrací hráči polovina ze vsazené částky. Tímto pravidlem se snižuje house edge z 1/37 na 1/74.
House edge a z něj vycházející průměrná výše ztráty platí v dlouhodobém průměru (viz též zákon velkých čísel), v konkrétních situacích pochopitelně může hráč po konečném počtu her i vítězit. Z tohoto pohledu je vedle průměru důležitá i směrodatná odchylka (u hazardních her se podobné charakteristiky označují jako volatilita), která vyjadřuje, jak pravděpodobné jsou jak velké odchylky od průměru; u rovných sázek je volatilita nižší než u sázek s vyšším výplatním poměrem. Někteří hráči proto dávají přednost sázkám s vyšším výplatním poměrem, u kterých mohou v případě výhry získat zajímavější částku, oproti tomu se u rovných sázek spíše pohybují v postupné mírné ztrátě dané velikostí house edge.

### Systém sázení Martingale
Tento systém spočívá pouze v opakovaných sázkách na pole, které v případě výhry přinese hráči dvojnásobek jeho sázky (tedy pole jako červená/černá, sudá/lichá nebo 1–18/19–36). Hráč v případě prohry zdvojnásobí svou sázku oproti sázce minulé, v případě výhry se vrací na svou prvotní velikost sázky, čímž po případné celé sérii zdvojnásobování získal jednonásobek velikosti sázky.
Příklad: Hráč začíná na sázce 1 Kč a sází na červenou barvu, 3x za sebou prohraje a čtvrtou sázku vyhraje. Jeho investice do sekvence je tedy 1+2+4+8 = 15 Kč. V poslední hře ovšem sázkou 8 Kč vyhrál 16 Kč a je tedy 1 Kč v zisku na celé sekvenci. Hráč se po výhře vrací k prvotní sázce 1 Kč a pokračuje v systému. Každá další případná prohra v ukázkové sekvenci by zdvojnásobila sázku, takže by velikost dalších sázek by byla 16-32-64-128 atd. Tento systém může vypadat jako funkční, protože z čistě matematického pohledu zaručuje výhru (nemá vliv, kolikrát hráč prohraje, stačí jediná výhra v sekvenci, aby dosáhl zisku). Systém ovšem velmi rychle zvyšuje sázky a hráč tak v praxi dříve narazí na jeden ze dvou limitů: na limit svých finančních možností nebo na limit stanovený na hru kasinem. I při prvotní sázce 1 Kč je v případě deseti proher v řadě další sázka 2048 Kč. To je částka, kterou hráč nemusí být ochotný vsadit. A i kdyby byly jeho finanční možnosti neomezené, může narazit na druhý limit: kasina neumožňují neomezeně zvyšovat sázky a hráč tak nemůže v systému pokračovat, i kdyby chtěl. Jakmile mu není dovoleno zdvojnásobit sázku, nastane situace, že ani při výhře nezůstane v celé sekvenci v zisku.
Systém Martingale tedy v praxi žádný zisk nezaručuje, dlouhodobě je pro hráče ztrátový (a proto není v hernách ani kasinech zakázaný).

### Systém sázení podle Fibonacciho řady
Podobně jako u systému Martingale hráč sází na pole, která v případě výhry přináší dvojnásobek sázky. Na rozdíl od systému Martingale se při prohře nesází dvojnásobek předešlé sázky, ale pokračuje se po Fibonacciho řadě. Princip Fibonacciho řady je ten, že každé další číslo v řadě je součtem dvou čísel předchozích. Fibonacciho řada tedy vypadá takto: 1-1-2-3-5-8-13-21…
Pokud hráč svoji sázku vyhraje, tak svojí příští sázku neposouvá na začátek sekvence, ale o 2 čísla v řadě vlevo. Pokud by se tedy v sekvenci dostal až na číslo 8 a tuto sázku vyhrál, jeho další sázka by byla 3. Hráč se v celé sekvenci dostává do zisku až ve chvíli, kdy se se svojí sázkou dostane v sekvenci zpátky na číslo 1, a tuto sázku vyhraje. Rozdíl oproti systému Martingale je v tom, že se sázky nezvyšují tak rychle, ovšem jedna výhra v sekvenci nemusí znamenat zisk, ale pouze posun v řadě.
Stejně jako u ostatních systémů není ani sázení podle Fibonacciho řady z dlouhodobého hlediska ziskové.

### Systém sázení Parlay
Systém parlay je založen na opakovaných sázkách na jednu barvu (případně na jednu skupinu čísel), přičemž cílem je získat vyšší výhru. Hráč nejprve vsadí zvolenou výši sázky na vybranou barvu; pokud vyhraje, přidá k žetonu i výhru; tento postup opakuje po předem zvolenou dobu. Pokud barva nepadne, hráč prohrává jen původní sázku (nepřichází o vyšší částky) a sérii opakuje od základního vkladu. Pokud vyhraje zvolený počet opakování, získává mnohem vyšší výhru než běžný dvojnásobek. Pokud např. používá série o čtyřech opakováních, v případě výhry získá 2⁴ = šestnáctinásobek základního vkladu.
Systém však pochopitelně nijak nemění pravděpodobnost výhry, herna v dlouhodobém horizontu stále nad hráčem vyhrává.

### The Memory Game
Základní myšlenkou tohoto systému je to, že se čísla v ruletě zdánlivě neopakují bezprostředně za sebou. Sází se tedy na všechna čísla na stole kromě těch, které padly v posledních třech kolech. Tato myšlenka je ovšem chybná, protože předchozí výsledky her nijak neovlivňují hry budoucí. Každá jednotlivá hra je naprosto nezávislá na předchozích statistikách nebo výsledcích, pokud je ruleta správně seřízená a čísla padají opravdu náhodně.